# Kabinett Steinhoff (Brandenburg) II
Das Kabinett Steinhoff bildete vom 20. Dezember 1946 bis zum 5. Dezember 1949 die Regierung der Provinz Brandenburg bzw. ab 1947 die Regierung des Landes Brandenburg.
| Amt                                            | Name                                   | Partei | Partei |
| ---------------------------------------------- | -------------------------------------- | ------ | ------ |
| Ministerpräsident                              | Karl Steinhoff bis Oktober 1949        |        | SED    |
| Inneres                                        | Bernhard Bechler bis 8. September 1949 |        | SED    |
| Inneres                                        | Bruno Lentzsch ab 14. September 1949   |        | SED    |
| Finanzen                                       | Walter Kunze bis 4. April 1948         |        | LDP    |
| Finanzen                                       | Arthur Lieutenant                      |        | LDP    |
| Justiz                                         | Ernst Stargardt                        |        | CDU    |
| Wirtschaftsplanung Wirtschaft (ab Januar 1949) | Heinrich Rau bis 18. Februar 1948      |        | SED    |
| Wirtschaftsplanung Wirtschaft (ab Januar 1949) | Otto Falkenberg                        |        | SED    |
| Arbeit und Sozialwesen                         | Fritz Schwob                           |        | CDU    |
| Volksbildung, Wissenschaft und Kunst           | Fritz Rücker                           |        | SED    |